# The Paper Kites
The Paper Kites sono un gruppo musicale indie rock e folk australiano originario di Melbourne. La band è stata costituita nel 2010 ed è composta da Sam Bentley, Christina Lacy, Dave Powys, Josh Bentley e Sam Rasmussen.
Hanno pubblicato due EP e il loro album di debutto, intitolato States è stato pubblicato nel 2013. Il loro secondo album, twelvefour, è stato pubblicato il 28 agosto 2015.
Il 18 aprile 2018 la band ha pubblicato il suo terzo album On the Train Ride Home, composto da otto tracce. Il loro quarto album, dal nome On the Corner Where You Live è stato pubblicato il 21 settembre 2018; a partire da esso, nell'ottobre 2018 la band ha annunciato un tour nazionale per il 2019.
Nel 2021 pubblicano il loro quinto album, Roses, composto da duetti con altre cantanti, tra cui Julia Stone, Lucy Rose, Rosie Carney, Aoife O'Donovan, Nadia Reid, Maro, Amanda Bergman, Ainslie Wills, Lydia Cole e Gena Rose Bruce.

## Discografia

### Album in studio
- States (2013)
- twelvefour (2015)
- On the Train Ride Home (2018)
- On the Corner Where You Live (2018)
- Roses (2021)